# Haganon (évêque)
Ne doit pas être confondu avec Haganon.
Haganon ou Aganon (Haganus, Aganus) est un évêque du diocèse de Chartres du Xe siècle, mort en 941.

## Biographie
En 926, il succède à Gantelme sur le siège épiscopal. C'est sous son épiscopat qu'est ouvert le premier nécrologue de la Cathédrale de Chartres.
Il est mentionné dans le cartulaire de l'abbaye Saint-Père-en-Vallée pour les années 931 et 940, à la suite des chartes qu'il a accordées à l'abbaye.
Restaurateur de l'abbaye Saint-Père-en-Vallée, avec l'aide du chanoine Alveus. A. Chedeville a suggéré un lien avec un lorrain homonyme, conseiller de Charles le Simple, cité plusieurs fois par Flodoard avant 920 (voir article homonyme ci-dessus).
Mort en 941, d'après le nécrologe de Notre-Dame (mais la date est incertaine). On appelle Vieil Aganon (Vetus Aganon) le premier volume du cartulaire de Saint-Père compilé à la fin du XIe siècle par le moine Paul, parce que les documents les plus anciens mis en œuvre remontent à son épiscopat.